# Anitta (EP)
Anitta é o extended play (EP) de estreia da cantora de música pop brasileira Anitta. O disco passou a ser comercializado em 22 de agosto de 2012 exclusivamente nos shows da cantora, não apresentando um selo oficial e sendo assinado pela KL2 Produções. Em 12 de novembro do mesmo ano uma nova versão do EP passou a ser comercializada, trazendo a mesma lista de faixas, embora outra capa. Em 12 de agosto de 2013, a Furacão 2000 relançou o EP trazendo as quatro últimas faixas da lista, com uma capa reformulada da segunda versão em preto e branco.

## Antecendentes e gravação
Em 2010, Anitta foi convidada pelo então produtor Batutinha, da gravadora independente Furacão 2000, para realizar alguns testes após ele ter visto conhecer um de seus vídeos na internet. Em 2011 ela assinou com a Furacão 2000 e, logo após, com a produtora K2L. Em entrevista, o produtor disse que se impressionou com sua voz e performance no palco, no estilo stiletto, que consiste na dança com salto alto. Pelas recomendações do produtor, ela decidiu colocar mais um "T" no nome. No final daquele ano, a cantora lançou sua primeira canção nas rádios do Rio de Janeiro, o single promocional "Eu Vou Ficar", que acabou entrando no DVD Armagedom lançado pela Furacão. "Fica Só Olhando" também entrou na segunda versão do DVD.
Em junho de 2012, a empresária Kamilla Fialho, vendo uma apresentação de Anitta no palco, resolveu a empresariar, pagando uma multa de duzentos e vinte e seis mil reais que a gravadora exigia para liberar a cantora. Sem gravadora, Kamilla pagou quarenta mil reais para gravar o clipe de "Meiga e Abusada". No mesmo mês a cantora entrou em estúdio para gravar cinco faixas próprias das quais ela já cantava nos shows.

## Promoção
Anitta apareceu pela primeira vez na televisão em 16 de maio de 2012 para divulgar seu trabalho no Cante se Puder, do SBT.

## Singles
"Menina Má" foi liberada como primeiro single do projeto em 16 de março de 2012 ainda pela Furacão 2000. O videoclipe da faixa foi gravado em uma siderúrgica, inspirados nos videoclipes de Beyoncé, sendo dirigido pela Galerão Filmes.
Em 6 de julho de 2012 "Meiga e Abusada" foi liberada como segundo single no Rio de Janeiro e entrou no top dez das músicas pedidas das rádios cariocas. Em 2013 a faixa foi incluída na trilha sonora da telenovela Amor à Vida da Rede Globo. O videoclipe da canção foi gravado em Las Vegas, Estados Unidos, e dirigido pelo norte-americano Blake Farber. Naquele ano foram lançados dois EPs.

## Lista de faixas
| N.º | Título                       | Compositor(es)                        | Duração |  |
| 1.  | "Meiga e Abusada"            | Anitta Jeferson Junior Claudia Regina | 3:49    |  |
| 2.  | "Meiga e Abusada" (Extended) | Anitta Junior Regina                  | 4:03    |  |
| 3.  | "Menina Má"                  | Anitta                                | 2:57    |  |
| 4.  | "Fica Só Olhando"            | Batutinha                             | 2:43    |  |
| 5.  | "Proposta"                   | Batutinha                             | 2:46    |  |
| 6.  | "Eu Vou Ficar"               | Batutinha                             | 2:58    |  |